# نينا كوستوريتسا
نينا كوستوريتسا (بالألمانية: Nina Kusturica) (و. 1975  م) هي مخرجة أفلام، وكاتبة سيناريو، ومنتجة أفلام، ومونتيرة نمساوية، ولدت في موستار.

## وصلات خارجية
- نينا كوستوريتسا على موقع IMDb (الإنجليزية)
- نينا كوستوريتسا على موقع ألو سيني (الفرنسية)
- نينا كوستوريتسا على موقع أول موفي (الإنجليزية)
- نينا كوستوريتسا على موقع قاعدة بيانات الفيلم (الإنجليزية)
- نينا كوستوريتسا على موقع كينوبويسك (الروسية)